# Chalkon
Chalkon (systematickým názvem (2E)-1,3-difenylprop-2-en-1-on) je aromatický keton (a zároveň enon), který je jako funkční skupina součástí mnoha významných biomolekul, které se souhrnně bazývají chalkony nebo chalkonoidy.

## Vlastnosti
Chalkon má dvě absorpční maxima, a to na vlnových délkách 280 nm a 340 nm.

### Reakce

#### Příprava
Chalkon se připravuje aldolovou kondenzací benzaldehydu a acetofenonu za přítomnosti hydroxidu sodného jako katalyzátoru.
Tuto reakci je možné uskutečnit i v pevné fázi bez použití jakéhokoliv rozpouštědla.
Substituované chalkony lze získat piperidinem řízenou kondenzací, čímž se zabrání vedlejším reakcím, jako jsou vícenásobné kondenzace, polymerace a přesmyky.

#### Ostatní reakce
Chalkon patří mezi enony a tak u něj může dojít ke konjugované redukci enonvé skupiny pomocí tributylcínhydridu.
Reakcí vhodně substituovaného chalkonu s hydrazinhydrátem za přítomnosti elementární síry lze připravit 3,5-disubstituované 1H-pyrazoly, místo síry se dá použít peroxodisíran sodný. U další varianty, kde se používá hydrazon, vzniká azin jako vedlejší produkt.
Na následujícím obrázku je zobrazena rovnice syntézy 3,5-difenyl-1H-pyrazolu z chalkonu:

## Použití
Chalkon a jeho deriváty vykazují mnoho biologických účinků, působí například protizánětlivě.